# 北京福建会馆
福建会馆，坐落于宣武门外大街南头，坐西面东，旧门牌64号，后门临车子营。该馆旧为财盛馆，是国子监祭酒盛伯熙别业，内有戏楼，俗称财神馆。1877年（光绪三年），闽籍官僚王可庄集资改建，门额署名“福建会馆”，为宣统帝老师陈宝琛所书。1897年冬，德国侵占胶澳地区（今属青岛市），“戊戌六君子”之一福建人林旭遍谒京中同乡，于1898年1月31日，在此集会，发表演说，成立“闽学会”，并联络林庆禧等360位闽籍举子，在此起草《为圣像被毁、圣教可忧、请饬总理衙门责向德人公呈》的奏折，且率众参加了康有为组织的第二次“公车上书”。1902年（光绪二十八年），邮传部尚书陈玉苍筹资扩建，辟为讲舍和宿舍，召收同乡学生，定名为闽学堂。1909年，因经费短绌，生源不足而停办。1920年，租借给方石珊医生的北京首善医院。1927年医院外迁，前院借给春明女子中学。中华人民共和国成立后为菜市口中学。